# 콩고 민주 공화국 축구 국가대표팀
콩고 민주 공화국 축구 국가대표팀(프랑스어: Équipe de république démocratique du Congo de football)은 콩고 민주 공화국을 대표하는 축구 국가대표팀으로 콩고 축구 협회 연맹에서 관리하고 있으며 '표범군단'이라는 별칭으로 알려져 있다. 1948년 잠비아와의 국제 A매치 데뷔전에서 5-1의 승을 거두었으며 구장으로는 스타드 드 마르티르를 사용하고 있다.

## 국제 대회 경력

### FIFA 월드컵
1974년 대회를 통해 처음으로 월드컵 본선 무대를 밟았지만 본선에서 스코틀랜드, 세르비아, 브라질을 상대로 3전 전패·14실점의 처참한 성적에 그치며 조별리그에서 탈락했으며 특히 세르비아전 0-9 패배로 인해 1954년 대회에서 헝가리에 0-9로 대패한 대한민국, 1982년 대회에서 헝가리에 1-10으로 대패한 엘살바도르와 함께 역대 월드컵 본선에서 최다 점수차로 패한 팀으로 기록되었고 또한 이 경기는 팀 역사상 최다 점수차로 패한 경기로 남아 있다.

### 아프리카 네이션스컵
월드컵과 달리 아프리카 네이션스컵 본선에는 무려 19번 출전했고 이 가운데 1968년과 1974년 대회에서 사상 첫 메이저 대회 우승컵을 들어올리는 등 무려 12번의 대회에서 16강 혹은 8강 이상 진출하면서 지역 내의 대회에서만큼은 준수한 성적을 거두었다.

### 아프리카 네이션스 챔피언십
자국 리그에서 활동하는 선수들만 참가할 수 있는 아프리카 네이션스 챔피언십 본선에는 5번 출전하여 이 중 초대 대회인 2009년 대회와 2016년 대회에서 우승을 차지하면서 이 대회의 최다 우승국 타이틀을 가지고 있다.

## 기타 국제 대회 경력
올아프리카 게임 축구에는 1965년 대회에 유일하게 참가했지만 1승 1무 1패·2조 3위로 아쉽게 조별리그에서 탈락했다. 다만 마다가스카르와의 첫 경기에서 무려 7-0의 대승을 거두었다.

## FIFA 월드컵
| FIFA 월드컵 본선 기록 | FIFA 월드컵 본선 기록        | FIFA 월드컵 본선 기록        | FIFA 월드컵 본선 기록        | FIFA 월드컵 본선 기록        | FIFA 월드컵 본선 기록        | FIFA 월드컵 본선 기록        | FIFA 월드컵 본선 기록        | FIFA 월드컵 본선 기록        | FIFA 월드컵 본선 기록        | FIFA 월드컵 예선 기록                        | FIFA 월드컵 예선 기록                        | FIFA 월드컵 예선 기록                        | FIFA 월드컵 예선 기록                        | FIFA 월드컵 예선 기록                        | FIFA 월드컵 예선 기록                        | FIFA 월드컵 예선 기록                        |
| 년도                  | 결과                         | 순위                         | 경기                         | 승                           | 무*                          | 패                           | 득점                         | 실점                         | 승점                         | 경기                                         | 승                                           | 무*                                          | 패                                           | 득점                                         | 실점                                         | 승점                                         |
| --------------------- | ---------------------------- | ---------------------------- | ---------------------------- | ---------------------------- | ---------------------------- | ---------------------------- | ---------------------------- | ---------------------------- | ---------------------------- | -------------------------------------------- | -------------------------------------------- | -------------------------------------------- | -------------------------------------------- | -------------------------------------------- | -------------------------------------------- | -------------------------------------------- |
| 1930년                | 불참                         | 불참                         | 불참                         | 불참                         | 불참                         | 불참                         | 불참                         | 불참                         | 불참                         | 불참                                         | 불참                                         | 불참                                         | 불참                                         | 불참                                         | 불참                                         | 불참                                         |
| 1934년                | 불참                         | 불참                         | 불참                         | 불참                         | 불참                         | 불참                         | 불참                         | 불참                         | 불참                         | 불참                                         | 불참                                         | 불참                                         | 불참                                         | 불참                                         | 불참                                         | 불참                                         |
| 1938년                | 불참                         | 불참                         | 불참                         | 불참                         | 불참                         | 불참                         | 불참                         | 불참                         | 불참                         | 불참                                         | 불참                                         | 불참                                         | 불참                                         | 불참                                         | 불참                                         | 불참                                         |
| 1950년                | 불참                         | 불참                         | 불참                         | 불참                         | 불참                         | 불참                         | 불참                         | 불참                         | 불참                         | 불참                                         | 불참                                         | 불참                                         | 불참                                         | 불참                                         | 불참                                         | 불참                                         |
| 1954년                | 불참                         | 불참                         | 불참                         | 불참                         | 불참                         | 불참                         | 불참                         | 불참                         | 불참                         | 불참                                         | 불참                                         | 불참                                         | 불참                                         | 불참                                         | 불참                                         | 불참                                         |
| 1958년                | 불참                         | 불참                         | 불참                         | 불참                         | 불참                         | 불참                         | 불참                         | 불참                         | 불참                         | 불참                                         | 불참                                         | 불참                                         | 불참                                         | 불참                                         | 불참                                         | 불참                                         |
| 1962년                | 없음                         | 없음                         | 없음                         | 없음                         | 없음                         | 없음                         | 없음                         | 없음                         | 없음                         | 없음                                         | 없음                                         | 없음                                         | 없음                                         | 없음                                         | 없음                                         | 없음                                         |
| 1966년                | 불참                         | 불참                         | 불참                         | 불참                         | 불참                         | 불참                         | 불참                         | 불참                         | 불참                         | 불참                                         | 불참                                         | 불참                                         | 불참                                         | 불참                                         | 불참                                         | 불참                                         |
| 1970년                | FIFA로부터 참가를 거절당함   | FIFA로부터 참가를 거절당함   | FIFA로부터 참가를 거절당함   | FIFA로부터 참가를 거절당함   | FIFA로부터 참가를 거절당함   | FIFA로부터 참가를 거절당함   | FIFA로부터 참가를 거절당함   | FIFA로부터 참가를 거절당함   | FIFA로부터 참가를 거절당함   | FIFA로부터 참가를 거절당함                   | FIFA로부터 참가를 거절당함                   | FIFA로부터 참가를 거절당함                   | FIFA로부터 참가를 거절당함                   | FIFA로부터 참가를 거절당함                   | FIFA로부터 참가를 거절당함                   | FIFA로부터 참가를 거절당함                   |
| 1974년                | 조별리그                     | 16위                         | 3                            | 0                            | 0                            | 3                            | 0                            | 14                           | 0                            | 11                                           | 8                                            | 1                                            | 2                                            | 20                                           | 4                                            | 25                                           |
| 1978년                | 기권                         | 기권                         | 기권                         | 기권                         | 기권                         | 기권                         | 기권                         | 기권                         | 기권                         | 기권                                         | 기권                                         | 기권                                         | 기권                                         | 기권                                         | 기권                                         | 기권                                         |
| 1982년                | 예선 탈락                    | 예선 탈락                    | 예선 탈락                    | 예선 탈락                    | 예선 탈락                    | 예선 탈락                    | 예선 탈락                    | 예선 탈락                    | 예선 탈락                    | 6                                            | 4                                            | 1                                            | 1                                            | 13                                           | 12                                           | 13                                           |
| 1986년                | 불참                         | 불참                         | 불참                         | 불참                         | 불참                         | 불참                         | 불참                         | 불참                         | 불참                         | 불참                                         | 불참                                         | 불참                                         | 불참                                         | 불참                                         | 불참                                         | 불참                                         |
| 1990년                | 예선 탈락                    | 예선 탈락                    | 예선 탈락                    | 예선 탈락                    | 예선 탈락                    | 예선 탈락                    | 예선 탈락                    | 예선 탈락                    | 예선 탈락                    | 6                                            | 2                                            | 2                                            | 2                                            | 7                                            | 7                                            | 8                                            |
| 1994년                | 예선 탈락                    | 예선 탈락                    | 예선 탈락                    | 예선 탈락                    | 예선 탈락                    | 예선 탈락                    | 예선 탈락                    | 예선 탈락                    | 예선 탈락                    | 3                                            | 0                                            | 1                                            | 2                                            | 1                                            | 3                                            | 1                                            |
| 1998년                | 예선 탈락                    | 예선 탈락                    | 예선 탈락                    | 예선 탈락                    | 예선 탈락                    | 예선 탈락                    | 예선 탈락                    | 예선 탈락                    | 예선 탈락                    | 8                                            | 2                                            | 2                                            | 4                                            | 11                                           | 10                                           | 8                                            |
| 2002년                | 예선 탈락                    | 예선 탈락                    | 예선 탈락                    | 예선 탈락                    | 예선 탈락                    | 예선 탈락                    | 예선 탈락                    | 예선 탈락                    | 예선 탈락                    | 10                                           | 4                                            | 2                                            | 4                                            | 17                                           | 18                                           | 14                                           |
| 2006년                | 예선 탈락                    | 예선 탈락                    | 예선 탈락                    | 예선 탈락                    | 예선 탈락                    | 예선 탈락                    | 예선 탈락                    | 예선 탈락                    | 예선 탈락                    | 10                                           | 4                                            | 4                                            | 2                                            | 14                                           | 10                                           | 16                                           |
| 2010년                | 예선 탈락                    | 예선 탈락                    | 예선 탈락                    | 예선 탈락                    | 예선 탈락                    | 예선 탈락                    | 예선 탈락                    | 예선 탈락                    | 예선 탈락                    | 6                                            | 3                                            | 0                                            | 3                                            | 14                                           | 6                                            | 9                                            |
| 2014년                | 예선 탈락                    | 예선 탈락                    | 예선 탈락                    | 예선 탈락                    | 예선 탈락                    | 예선 탈락                    | 예선 탈락                    | 예선 탈락                    | 예선 탈락                    | 8                                            | 3                                            | 3                                            | 2                                            | 11                                           | 5                                            | 12                                           |
| 2018년                | 예선 탈락                    | 예선 탈락                    | 예선 탈락                    | 예선 탈락                    | 예선 탈락                    | 예선 탈락                    | 예선 탈락                    | 예선 탈락                    | 예선 탈락                    | 8                                            | 6                                            | 1                                            | 1                                            | 20                                           | 9                                            | 19                                           |
| 합계                  | 1회 진출(1/14)               | 조별리그(1회)                | 3                            | 0                            | 0                            | 0                            | 3                            | 14                           | 0                            | 76                                           | 36                                           | 17                                           | 23                                           | 128                                          | 84                                           | 125                                          |
| 순위                  | FIFA 월드컵 역대 순위 : 78위 | FIFA 월드컵 역대 순위 : 78위 | FIFA 월드컵 역대 순위 : 78위 | FIFA 월드컵 역대 순위 : 78위 | FIFA 월드컵 역대 순위 : 78위 | FIFA 월드컵 역대 순위 : 78위 | FIFA 월드컵 역대 순위 : 78위 | FIFA 월드컵 역대 순위 : 78위 | FIFA 월드컵 역대 순위 : 78위 | 월드컵 예선 승점 순위 : 72위 (아프리카 10위) | 월드컵 예선 승점 순위 : 72위 (아프리카 10위) | 월드컵 예선 승점 순위 : 72위 (아프리카 10위) | 월드컵 예선 승점 순위 : 72위 (아프리카 10위) | 월드컵 예선 승점 순위 : 72위 (아프리카 10위) | 월드컵 예선 승점 순위 : 72위 (아프리카 10위) | 월드컵 예선 승점 순위 : 72위 (아프리카 10위) |

## 아프리카 네이션스컵
| 아프리카 네이션스컵 본선 기록 | 아프리카 네이션스컵 본선 기록        | 아프리카 네이션스컵 본선 기록        | 아프리카 네이션스컵 본선 기록        | 아프리카 네이션스컵 본선 기록        | 아프리카 네이션스컵 본선 기록        | 아프리카 네이션스컵 본선 기록        | 아프리카 네이션스컵 본선 기록        | 아프리카 네이션스컵 본선 기록        | 아프리카 네이션스컵 본선 기록        | 아프리카 네이션스컵 예선 기록 | 아프리카 네이션스컵 예선 기록 | 아프리카 네이션스컵 예선 기록 | 아프리카 네이션스컵 예선 기록 | 아프리카 네이션스컵 예선 기록 | 아프리카 네이션스컵 예선 기록 | 아프리카 네이션스컵 예선 기록 |
| 년도                          | 결과                                 | 순위                                 | 경기                                 | 승                                   | 무*                                  | 패                                   | 득점                                 | 실점                                 | 승점                                 | 경기                          | 승                            | 무*                           | 패                            | 득점                          | 실점                          | 승점                          |
| ----------------------------- | ------------------------------------ | ------------------------------------ | ------------------------------------ | ------------------------------------ | ------------------------------------ | ------------------------------------ | ------------------------------------ | ------------------------------------ | ------------------------------------ | ----------------------------- | ----------------------------- | ----------------------------- | ----------------------------- | ----------------------------- | ----------------------------- | ----------------------------- |
| 1957년                        | 독립 이전                            | 독립 이전                            | 독립 이전                            | 독립 이전                            | 독립 이전                            | 독립 이전                            | 독립 이전                            | 독립 이전                            | 독립 이전                            | 독립 이전                     | 독립 이전                     | 독립 이전                     | 독립 이전                     | 독립 이전                     | 독립 이전                     | 독립 이전                     |
| 1959년                        | 독립 이전                            | 독립 이전                            | 독립 이전                            | 독립 이전                            | 독립 이전                            | 독립 이전                            | 독립 이전                            | 독립 이전                            | 독립 이전                            | 독립 이전                     | 독립 이전                     | 독립 이전                     | 독립 이전                     | 독립 이전                     | 독립 이전                     | 독립 이전                     |
| 1962년                        | 비회원국                             | 비회원국                             | 비회원국                             | 비회원국                             | 비회원국                             | 비회원국                             | 비회원국                             | 비회원국                             | 비회원국                             | 비회원국                      | 비회원국                      | 비회원국                      | 비회원국                      | 비회원국                      | 비회원국                      | 비회원국                      |
| 1963년                        | 비회원국                             | 비회원국                             | 비회원국                             | 비회원국                             | 비회원국                             | 비회원국                             | 비회원국                             | 비회원국                             | 비회원국                             | 비회원국                      | 비회원국                      | 비회원국                      | 비회원국                      | 비회원국                      | 비회원국                      | 비회원국                      |
| 1965년                        | 조별리그                             | 5위                                  | 2                                    | 0                                    | 0                                    | 2                                    | 2                                    | 8                                    | 0                                    | 4                             | 2                             | 0                             | 2                             | 8                             | 8                             | 6                             |
| 1968년                        | 우승                                 | 1위                                  | 5                                    | 4                                    | 0                                    | 1                                    | 10                                   | 5                                    | 12                                   | 3                             | 2                             | 0                             | 1                             | 5                             | 4                             | 6                             |
| 1970년                        | 조별리그                             | 7위                                  | 3                                    | 0                                    | 1                                    | 2                                    | 2                                    | 5                                    | 1                                    | 자동참가(전 대회 우승국)      | 자동참가(전 대회 우승국)      | 자동참가(전 대회 우승국)      | 자동참가(전 대회 우승국)      | 자동참가(전 대회 우승국)      | 자동참가(전 대회 우승국)      | 자동참가(전 대회 우승국)      |
| 1972년                        | 4강                                  | 4위                                  | 5                                    | 1                                    | 2                                    | 2                                    | 9                                    | 11                                   | 5                                    | 4                             | 3                             | 0                             | 1                             | 9                             | 3                             | 9                             |
| 1974년                        | 우승                                 | 1위                                  | 6                                    | 4                                    | 1                                    | 1                                    | 14                                   | 8                                    | 13                                   | 4                             | 3                             | 0                             | 1                             | 12                            | 3                             | 9                             |
| 1976년                        | 조별리그                             | 7위                                  | 3                                    | 0                                    | 1                                    | 2                                    | 3                                    | 6                                    | 1                                    | 자동참가(전 대회 우승국)      | 자동참가(전 대회 우승국)      | 자동참가(전 대회 우승국)      | 자동참가(전 대회 우승국)      | 자동참가(전 대회 우승국)      | 자동참가(전 대회 우승국)      | 자동참가(전 대회 우승국)      |
| 1978년                        | 불참                                 | 불참                                 | 불참                                 | 불참                                 | 불참                                 | 불참                                 | 불참                                 | 불참                                 | 불참                                 | 불참                          | 불참                          | 불참                          | 불참                          | 불참                          | 불참                          | 불참                          |
| 1980년                        | 예선 탈락                            | 예선 탈락                            | 예선 탈락                            | 예선 탈락                            | 예선 탈락                            | 예선 탈락                            | 예선 탈락                            | 예선 탈락                            | 예선 탈락                            | 4                             | 2                             | 0                             | 2                             | 10                            | 10                            | 6                             |
| 1982년                        | 예선 탈락                            | 예선 탈락                            | 예선 탈락                            | 예선 탈락                            | 예선 탈락                            | 예선 탈락                            | 예선 탈락                            | 예선 탈락                            | 예선 탈락                            | 4                             | 1                             | 2                             | 1                             | 8                             | 8                             | 5                             |
| 1984년                        | 기권                                 | 기권                                 | 기권                                 | 기권                                 | 기권                                 | 기권                                 | 기권                                 | 기권                                 | 기권                                 | 기권                          | 기권                          | 기권                          | 기권                          | 기권                          | 기권                          | 기권                          |
| 1986년                        | 예선 탈락                            | 예선 탈락                            | 예선 탈락                            | 예선 탈락                            | 예선 탈락                            | 예선 탈락                            | 예선 탈락                            | 예선 탈락                            | 예선 탈락                            | 6                             | 2                             | 3                             | 1                             | 8                             | 2                             | 9                             |
| 1988년                        | 조별리그                             | 7위                                  | 3                                    | 0                                    | 2                                    | 1                                    | 2                                    | 3                                    | 2                                    | 4                             | 1                             | 2                             | 1                             | 3                             | 1                             | 5                             |
| 1990년                        | 예선 탈락                            | 예선 탈락                            | 예선 탈락                            | 예선 탈락                            | 예선 탈락                            | 예선 탈락                            | 예선 탈락                            | 예선 탈락                            | 예선 탈락                            | 2                             | 0                             | 1                             | 1                             | 0                             | 2                             | 1                             |
| 1992년                        | 8강                                  | 6위                                  | 3                                    | 0                                    | 2                                    | 1                                    | 2                                    | 3                                    | 2                                    | 6                             | 3                             | 1                             | 2                             | 6                             | 4                             | 10                            |
| 1994년                        | 8강                                  | 7위                                  | 3                                    | 1                                    | 1                                    | 1                                    | 2                                    | 3                                    | 4                                    | 6                             | 3                             | 2                             | 1                             | 13                            | 3                             | 11                            |
| 1996년                        | 8강                                  | 8위                                  | 3                                    | 1                                    | 0                                    | 2                                    | 2                                    | 3                                    | 3                                    | 6                             | 3                             | 1                             | 2                             | 10                            | 5                             | 10                            |
| 1998년                        | 4강                                  | 3위                                  | 6                                    | 3                                    | 1                                    | 2                                    | 10                                   | 9                                    | 10                                   | 6                             | 2                             | 3                             | 1                             | 6                             | 5                             | 9                             |
| 2000년                        | 조별리그                             | 12위                                 | 3                                    | 0                                    | 2                                    | 1                                    | 0                                    | 1                                    | 2                                    | 6                             | 3                             | 1                             | 2                             | 7                             | 6                             | 10                            |
| 2002년                        | 8강                                  | 8위                                  | 4                                    | 1                                    | 1                                    | 2                                    | 3                                    | 4                                    | 4                                    | 8                             | 3                             | 3                             | 2                             | 10                            | 10                            | 12                            |
| 2004년                        | 조별리그                             | 15위                                 | 3                                    | 0                                    | 0                                    | 3                                    | 1                                    | 6                                    | 0                                    | 6                             | 3                             | 2                             | 1                             | 9                             | 5                             | 11                            |
| 2006년                        | 8강                                  | 8위                                  | 4                                    | 1                                    | 1                                    | 2                                    | 3                                    | 6                                    | 4                                    | 10                            | 4                             | 4                             | 2                             | 14                            | 10                            | 16                            |
| 2008년                        | 예선 탈락                            | 예선 탈락                            | 예선 탈락                            | 예선 탈락                            | 예선 탈락                            | 예선 탈락                            | 예선 탈락                            | 예선 탈락                            | 예선 탈락                            | 6                             | 2                             | 3                             | 1                             | 8                             | 6                             | 9                             |
| 2010년                        | 예선 탈락                            | 예선 탈락                            | 예선 탈락                            | 예선 탈락                            | 예선 탈락                            | 예선 탈락                            | 예선 탈락                            | 예선 탈락                            | 예선 탈락                            | 6                             | 3                             | 0                             | 3                             | 14                            | 6                             | 9                             |
| 2012년                        | 예선 탈락                            | 예선 탈락                            | 예선 탈락                            | 예선 탈락                            | 예선 탈락                            | 예선 탈락                            | 예선 탈락                            | 예선 탈락                            | 예선 탈락                            | 6                             | 2                             | 1                             | 3                             | 10                            | 11                            | 7                             |
| 2013년                        | 조별리그                             | 10위                                 | 3                                    | 0                                    | 3                                    | 0                                    | 3                                    | 3                                    | 3                                    | 4                             | 3                             | 0                             | 1                             | 12                            | 2                             | 9                             |
| 2015년                        | 4강                                  | 3위                                  | 6                                    | 1                                    | 4                                    | 1                                    | 7                                    | 7                                    | 7                                    | 6                             | 3                             | 0                             | 3                             | 10                            | 9                             | 9                             |
| 2017년                        | 8강                                  | 6위                                  | 4                                    | 2                                    | 1                                    | 1                                    | 7                                    | 5                                    | 7                                    | 6                             | 5                             | 0                             | 1                             | 16                            | 10                            | 5                             |
| 2019년                        | 16강                                 | 14위                                 | 4                                    | 1                                    | 1                                    | 2                                    | 6                                    | 6                                    | 4                                    | 6                             | 2                             | 3                             | 1                             | 8                             | 6                             | 9                             |
| 2021년                        | 예선 탈락                            | 예선 탈락                            | 예선 탈락                            | 예선 탈락                            | 예선 탈락                            | 예선 탈락                            | 예선 탈락                            | 예선 탈락                            | 예선 탈락                            | 6                             | 2                             | 3                             | 1                             | 4                             | 5                             | 9                             |
| 합계                          | 19회 진출(19/31)                     | 우승(2회)                            | 73                                   | 20                                   | 24                                   | 29                                   | 88                                   | 102                                  | 84                                   | 135                           | 32                            | 35                            | 38                            | 220                           | 144                           | 211                           |
| 순위                          | 아프리카 네이션스컵 역대 순위 : 10위 | 아프리카 네이션스컵 역대 순위 : 10위 | 아프리카 네이션스컵 역대 순위 : 10위 | 아프리카 네이션스컵 역대 순위 : 10위 | 아프리카 네이션스컵 역대 순위 : 10위 | 아프리카 네이션스컵 역대 순위 : 10위 | 아프리카 네이션스컵 역대 순위 : 10위 | 아프리카 네이션스컵 역대 순위 : 10위 | 아프리카 네이션스컵 역대 순위 : 10위 |                               |                               |                               |                               |                               |                               |                               |

## 주목할 만한 선수
- 로마나 루아루아
- 샤바니 농다
- 샹셀 음벰바

## 역대 감독
| 감독            | 임기        |
| --------------- | ----------- |
| 유리 가브릴로프 | 2001        |
| 엑토르 쿠페르   | 2021 ~ 2022 |